# カレドニア郡 (バーモント州)
カレドニア郡（英: Caledonia County）は、アメリカ合衆国バーモント州の北東部に位置する郡である。人口は3万0233人（2020年）  。郡庁所在地はセントジョンズベリーであり、同郡で人口最大の都市である。
カレドニア郡の郡名はラテン語でスコットランドのことであり、そこの出身の開拓者が多かったことから名付けられた。

## 歴史
カレドニア郡は北東王国と呼ばれるバーモント州北東部の先コロンブス期からの歴史を共有している。
1759年、ロジャーズ・レンジャーズがケベックのセントフランシスを攻撃した後で、この地域を通って撤退を強いられた。復讐心に燃える追跡者を混乱させるために、メンフレマゴグ湖の東岸で二手に分かれた。1隊は南の山を越えてパサンプシック川バレーに出た。
1778年、バーモント（当時はバーモント共和国）は2つの郡に分けられた。1781年、議会が最北の郡であるカンバーランド郡を3つに分け、新しいウィンダム郡とウィンザー郡はほぼ現在の位置に置かれた。北側の残り部分はオレンジ郡と呼ばれた。オレンジ郡の範囲はニューヨーク植民地時代の1770年3月16日に組織されたグロスター郡に相当し、ニューベリーが郡庁所在地だった。
バーモントが州に昇格した後の1792年11月5日、議会はチッテンデン郡とオレンジ郡を6つの郡に編成しなおした。すなわち、チッテンデン郡、オレンジ郡、フランクリン郡、カレドニア郡、エセックス郡、オーリンズ郡だった。郡名は、スコットランドから多くの開拓者が入植してきていたことを記念してカレドニアと呼ぶようになったという仮説がある。
カレドニア郡住民は、南北戦争の志願兵招集に応えて北軍に参加した。1861年9月、バーモント第6歩兵連隊に加わり、B、D、E中隊に編成された。この連隊はバーモント第1旅団に編入された。
2008年6月18日に激しい嵐と洪水に襲われ、連邦政府はカレドニア郡周辺を災害地域に指定した。

## 地理
アメリカ合衆国国勢調査局に拠れば、郡域全面積は658平方マイル (1,704.2 km2)であり、このうち陸地651平方マイル (1,686.1 km2)、水域は7平方マイル (18.1 km2)で水域率は1.06%である。
カレドニア郡は北東王国と呼ばれる地域3郡の中では最も人口が多いが、面積では最小である。
郡内を多くの河川が流れている。コネチカット川が南東部を流れ、東側郡境の一部になっている。郡北部の町からは郡内最大のパサンプシック川支流の水源に排水される。パサンプシック川は南流し、バーネットでコネチカット川に合流する。南部にはウェルズ川、スティーブンス川、ジョーズ川が流れている。西部にはウィヌースキー川とラモイル川の水源がある。郡内には約20の湖と池がある。その中で大きなものはバーネットにあるハーベイズ湖、グロトンのウェルズ川とランズ池、ウォルデンのコールズ池、ニューアークのクラークス池とセンター池、ウォーターフォードのスタイルズ池である。コネチカット川、パサンプシック川、ウェルズ川、ジョーズ川にはあちこちに滝がある。スティーブンス川の河口には長さ20ロッド (100 m) で80フィート (24 m) 落ちる滝がある。何か所かでは水力発電が行われている。
ウィーロック、ヘインズビル、ハードウィックには硫黄泉がある。またセントジョンズベリーのムース川近くにもある。

### 地質
郡の地層の大半はカルシウムを含む雲母の片岩がある。粘板岩がウォーターフォードやカービーを通り、バークで細くなっている。
ウォーターフォードには多くの滑石がある。これは金を含む地層に属している。金の標本が町で見つかり、鉱脈には鉄と銅の硫化金属鉱物がある。しかしどれも商業的に採掘するほとのものではない。ウォーターフォードでは滑石の露出があり、屋根材用に砕石されている。カービーにあるカービー山は、商業的にも引き合う花崗岩がある。
ライゲイトのブルー山の南と西に300エーカー (1.2 km2) の花崗岩層がある。この花崗岩は火山活動で形成された。商業的にも粒度や質感の良い中間色の花崗岩である。19世紀に採掘されていた。厚さ3インチ (76 mm)、長さ10フィート (3 m) から15フィート (4.5 m) の板に切り出された。
この花崗岩を使った地元で知られるものはピーチャムにある兵士の記念碑である。ここの花崗岩を使った記念碑が郡内のあちこちにある。19世紀の国内では最良の花崗岩を産出した。
国内にあるケイム段地は、北東王国の土壌を造り、表面の石や岩を造った氷河堆積物と関連がある。これらの段地には砂と粘土の層があり、それからレンガが製造された。
エドワード・ヒッチコックによる調査に基づき、2つないし3つの盆地はパサンプシック川バレーの相関する多くの段地に基づくものとされている。
その最初のものはバーネットのパサンプシック川河口から広がり、ウォーターフォード町の北西隅に鉄道沿いに伸びている。長さは約4マイル (6 km) である。川はバーネットの段地がない峡谷を流れている。パサンプシック町の狭い段地が広がり盆地を形成している。この川の西岸にある4つ目の段地が次の盆地の部分であり、セントジョンズベリーとリンドンに入っている。セントジョンズベリーは「セントジョンズベリー平原」と呼ばれる高い段地の上にある。この段地の基礎は粘土でできている。リンドンの先では同様な段地が川の両岸にある。その間には低い段地もある。
リンドンビルは高い段地である。これはかつてバレー中に広がり、盆地の終端を形成していた可能性があった。東に向かう古い川床の跡がある。リンドンの上流では、第1位の段地が幅1マイル (1.6 km) になっている。ここには多くの砂と砂利がある。
このバレーの両岸にあるすべての水流はパサンプシック川のものに相当する大きな段地がある。それらは大きいが量は少ないのが特徴である。数が5を超えないのは異常である。
3つ目の盆地にはパサンプシック川の東支流があり、バークの町を流れている。その東には幾つかの段地がある。町の近くには西岸に4つ、東岸に2つの段地がある。バーク東部の上流では高度が上がり、底が段地のように見える。その険しい斜面がバレーに直角に横切っている。その側にははっきりしない段地がある。このバレーは川の大きさに相当しないくらいの広さがあるので、前史時代の不明な水源で形成された可能性がある。
カレドニアは州内のどの郡よりも腐植土の堆積が多い。これは昔、農夫にとっては有利だったと考えられる。

### 交通
カレドニア郡空港がリンドンにある。

#### 主要高規格道路
- 州間高速道路91号線
- 州間高速道路93号線
- アメリカ国道2号線
- アメリカ国道5号線
- アメリカ国道302号線

### 隣接する郡
- オーリンズ郡 - 北
- エセックス郡 - 北東
- グラフトン郡 (ニューハンプシャー州) - 南
- ワシントン郡 - 南西
- オレンジ郡 - 南西
- ラモイル郡 - 西

## 郡政府と政治
州内の各郡と同様に、カレドニア郡政府は小さな行政機能しか持っておらず、行政の大半は州レベルのものと統合されている。残っているのは司法機能である。郡税は無い。
2007年の資産税中央値は2,278米ドルであり、人口2万人以上の全米の郡、1,817郡の中では第265位だった。

### 政治
| 年     | 民主党      | 共和党      |
| ------ | ----------- | ----------- |
| 2012年 | 60% 8,192   | 37.2% 5,088 |
| 2008年 | 60.4% 8,900 | 37.1% 5,472 |
| 2004年 | 50.0% 7,106 | 47.6% 6,765 |
| 2000年 | 43.0% 5,859 | 49.5% 6,746 |

## 人口動態
以下は2000年国勢調査による人口統計データである。
| 基礎データ - 人口: 29,702 人 - 世帯数: 11,663 世帯 - 家族数: 7,895 家族 - 人口密度: 18人/km2（46人/mi2） - 住居数: 14,504 軒 - 住居密度: 9軒/km2（22軒/mi2） 人種別人口構成 - 白人: 97.48% - アフリカン・アメリカン: 0.29% - ネイティブ・アメリカン: 0.55% - アジア人: 0.37% - 太平洋諸島系: 0.01% - その他の人種: 0.23% - 混血: 1.07% - ヒスパニック・ラテン系: 0.68% 先祖による構成 - イギリス系：19.0% - フランス系：15.1% - アメリカ人：12.3% - アイルランド系：11.7% - フランス系カナダ人：9.0% - スコットランド系：5.7% - ドイツ系：5.1% 言語による構成 - 英語：96.0% - フランス語：2.3% | 年齢別人口構成 - 18歳未満: 25.3% - 18-24歳: 8.8% - 25-44歳: 26.3% - 45-64歳: 25.3% - 65歳以上: 14.4% - 年齢の中央値: 38歳 - 性比（女性100人あたり男性の人口） - 総人口: 97.5 - 18歳以上: 94.5 世帯と家族（対世帯数） - 18歳未満の子供がいる: 32.4% - 結婚・同居している夫婦: 53.6% - 未婚・離婚・死別女性が世帯主: 10.4% - 非家族世帯: 32.3% - 単身世帯: 25.6% - 65歳以上の老人1人暮らし: 11.0% - 平均構成人数 - 世帯: 2.46人 - 家族: 2.95人 収入と家計 - 収入の中央値 - 世帯: 34,800米ドル - 家族: 42,215米ドル - 性別 - 男性: 30,438米ドル - 女性: 21,973米ドル - 人口1人あたり収入: 16,976米ドル - 貧困線以下 - 対人口: 12.3% - 対家族数: 9.0% - 18歳未満: 16.6% - 65歳以上: 10.0% |

2000年の宗教データアーカイブ協会に拠れば、郡内で信徒が多かった教派はカトリックの7,588人、続いてユナイテッド・メソジスト教会の1,387人、キリスト連合教会の1,183人となっていた。1980年から2000年、また1990年から2000年の間に信徒数を最も増やしたのはカトリックだった。

## 都市と町
郡内には17の町がある。法人化された村は統計上の区分であり、追加サービスを行っている。組織的にはその所属する町の中にある。
| - バーネット町 - バーク町 - ウェストバーク村 - ダンビル町 - グロトン町 - ハードウィック町 - イーストハードウィック村 - ハードウィック村 - マックビル村 - カービー町 - リンドン町 - リンドンビル村 - リンドンセンター村 - リンドン村 - イーストリンドン村 | - ニューアーク町 - ピーチャム町 - ライゲイト町 - サウスライゲイト村 - イーストライゲイト村 - ライゲイトコーナー村 - シェフィールド町 - セントジョンズベリー町 - 郡庁所在地 - セントジョンズベリーセンター村 - スタナード町 - サットン町 - ウォルデン町 - ウォーターフォード町 - ウィーロック町 |